# Pepe Lorente
Pepe Lorente (Zaragoza, 1980) es un actor, músico y profesor de interpretación español, ganador del Premio Goya a mejor actor revelación por La estrella azul. Ha intervenido en películas como Resucitadoy El aspirante.

## Biografía
Pepe Lorente nació en Zaragoza y se crio en Uncastillo. Desde joven mostró interés por la interpretación, lo que lo llevó a formarse en arte dramático. Su carrera ha estado marcada por una amplia participación en cine, televisión y teatro, consolidándose como una de las figuras emergentes del cine español.

## Trayectoria
Lorente ha trabajado en diversas producciones televisivas y cinematográficas. Ha actuado en la telenovela Amar es para siempre durante 67 episodios o en el largometraje Resucitado, de Kevin Reynolds. Además, hizo un pequeño papel en la segunda película de Pilar Palomero, La Maternal, así como en seis capítulos de la serie Todo lo otro.
Lorente ganó el Premio Goya al Mejor Actor Revelación en 2025 por su papel protagonista como Mauricio Aznar en la película La estrella azul. En su discurso de aceptación, Lorente compartió el premio con su compañero de nominación Cuti Carabajal y dedicó el premio a sus padres y a la familia de Mauricio Aznar. Recordó que conoció a Aznar en un bar de Zaragoza hace más de 25 años.
Para prepararse para el papel de Mauricio Aznar, Lorente pasó años aprendiendo a tocar la guitarra y perfeccionando sus dotes vocales. Actualmente participa en el proyecto La Estrella Azul Live como cantante.
Algunos de los otros créditos como actor de Lorente incluyen:

#### Televisión
Amar es para siempre  (2016-2017).
Todo lo otro (2021).

#### Cine
La maternal (2022).
La estrella azul (2023).
Wolf Hall (2024).
Los Muértimer (2025).

## Premios y reconocimientos
Premios Goya
| Año  | Categoría              | Película         | Resultado |
| ---- | ---------------------- | ---------------- | --------- |
| 2024 | Mejor actor revelación | La estrella azul | Ganador   |

Premios Sant Jordi
| Año  | Categoría                        | Película         | Resultado |
| ---- | -------------------------------- | ---------------- | --------- |
| 2024 | Mejor actor en película española | La estrella azul | Ganador   |

Premios Días de cine
| Año  | Categoría                       | Película         | Resultado |
| ---- | ------------------------------- | ---------------- | --------- |
| 2024 | Premio «Ha nacido una estrella» | La estrella azul | Ganador   |

Medallas del Círculo de Escritores Cinematográficos
| Año  | Categoría        | Película         | Resultado |
| ---- | ---------------- | ---------------- | --------- |
| 2024 | Actor revelación | La estrella azul | Nominado  |

Premios Cinematográficos José María Forqué
| Año  | Categoría                      | Película         | Resultado |
| ---- | ------------------------------ | ---------------- | --------- |
| 2024 | Mejor interpretación masculina | La estrella azul | Nominado  |

Premios Feroz
| Año  | Categoría                | Película         | Resultado |
| ---- | ------------------------ | ---------------- | --------- |
| 2024 | Mejor actor protagonista | La estrella azul | Nominado  |

Premios Simón
| Año  | Categoría   | Película         | Resultado |
| ---- | ----------- | ---------------- | --------- |
| 2024 | Mejor actor | La estrella azul | Ganador   |

Festival de Cine de Astorga
| Año  | Categoría   | Película                  | Resultado |
| ---- | ----------- | ------------------------- | --------- |
| 2016 | Mejor actor | Las reglas del subjuntivo | Ganador   |

- Reconocimiento Bocina de Piedra en las XXII Jornadas de Cine Mudo de Uncastillo.[20]

- Premio Mejor Interpretación Masculina a todo el elenco en el FICA de Aguilar de Campóo, por El Aspirante, de Juan Gautier.[21]

- Premio a la Mejor Interpretación Masculina a todo el elenco en ALCINE -Festival de Alcalá de Henares por El Aspirante, de Juan Gautier.[21]

- Premio al Mejor Actor en el I Certamen Internacional de Cortometrajes Ciudad de Usera por Preguntas Frecuentes, de Nadia Mata.[22]